# Secretaría General de Instituciones Penitenciarias
La Secretaría General de Instituciones Penitenciarias (SGIP) de España, o simplemente Instituciones Penitenciarias (IIPP), es el órgano directivo del Ministerio del Interior responsable de la dirección, el impulso, la coordinación y la supervisión de las instituciones penitenciarias. 

## Historia

### Inicios y desmilitarización
Sus orígenes están en la Dirección General de Presidios creada en 1834, adscrita al entonces Ministerio de Fomento General del Reino. Anteriormente había existido una Inspección General, pero dependía íntegramente de las autoridades militares. Es con la dirección general de Presidios que la Administración Penitenciaria asume un carácter civil-administrativo, si bien su personal continuaba compuesto por militares. En sus inicios, este órgano apenas sirvió de mucho debido a las continuas trabas que ponían las autoridades militares y los continuos conflictos competenciales con los gobernadores civiles. Estos problemas se intentaron resolver con la creación del cargo de inspector general de Presidios en 1841, pero al frente estuvo un oficial militar que no hizo sino favorecer las pretensiones del Ejército. Los presidios del norte de África y el de Cádiz siguieron bajo jurisdicción militar.
El Reglamento de 5 de septiembre de 1844 potenció la supremacía del gobernador civil sobre el comandante militar e incluso apostó por la progresiva desmilitarización del sistema penitenciario mediante la inclusión de personal civil de la Administración, sin embargo, esto era prácticamente inalcanzable debido a la falta de personal civil experimetado en la reclusión de personas. Un año posterior, el cargo de inspector general se desdobló para que un civil asumiese esta posición, existiendo un inspector militar y otro civil y, desde 1846, la pertenencia al personal penitenciario suponía la pérdida de la condición de militar.
La reforma del Ministerio de la Gobernación de 1847 supuso la supresión de la dirección general de Prisiones creando en su lugar la Dirección de Beneficencia, Corrección y Sanidad. En 1849 se sustituyó por la Dirección General de Beneficencia y Corrección, de la cual se escindió en 1853 la Dirección de Establecimientos Penales, y unos meses después ambas direcciones generales se unificaron nuevamente en la llamada Dirección General de Establecimientos Penales, Beneficencia y Sanidad. En 1856 volvieron a separarse bajo los nombres de Dirección General del Sistema Carcelario y Penitenciario y Dirección General de Beneficencia y Policía Sanitaria, y pocos meses después se restablecía nuevamente la denominación de Dirección General de Establecimientos Penales, que continuó desde entonces sus labores segregada de la de Beneficencia.
Tras la Revolución Gloriosa de septiembre de 1868, se aprobaron con cierta rapidez algunas normas para la mejora de la administración civil penitenciaria, como el Decreto de 25 de mayo de 1869, que descentralizaba las competencias de la Dirección General y confería a los gobernadores provinciales la facultad de proveer los empleos de las cárceles; la Ley de 11 de octubre de 1869 que, a vueltas con el tema de personal y la anhelada desmilitarización de las prisiones, exigía por primera vez en nuestro país la condición civil para acceder al cuerpo de empleados de establecimientos penales (pero que, lamentablemente, no pasó de ser una mera declaración de intenciones); y, sobre todo, la Ley de Bases para la reforma penitenciaria del 21 de octubre de 1869, que surgía antes incluso de que se aprobara un nuevo Código Penal.

### Profesionalización civil
El Real Decreto de 23 de junio de 1881, firmado por el ministro de la Gobernación Venancio González, creó el Cuerpo Especial de Empleados Civiles de Establecimientos Penales, refundiendo los cargos que existían en los presidios y en las cárceles. Este cuerpo se dividía en dos secciones, una de vigilancia y dirección y otra de administración y contabilidad. Aunque esta reforma encontró numerosos detractores e incluso estuvo sin vigencia entre 1884 y 1886, poco a poco fue asentándose el funcionariado civil y disminuyendo la influencia militar.
Durante el breve periodo de la I República este organismo se mantuvo suprimido asumiendo sus funciones la Secretaría General del Ministerio de la Gobernación y a partir de la Ley de Presupuestos Generales del Estado del 29 de junio de 1887 la Administración Penitenciaria pasó a depender del Ministerio de Gracia y Justicia. Asimismo, entre julio de 1888 y agosto de 1889 se suprimió asumiendo sus funciones la Subsecretaría de Gracia y Justicia.
El siglo XX se inicia con una batería reformadora entre la que destaca la fusión en 1901 de la Dirección General de Establecimientos Penales y el Cuerpo de Establecimientos Penales en un nuevo Cuerpo Especial de Prisiones, bajo la jefatura del director general de Prisiones, dando así carta de naturaleza a la nueva Dirección General de Prisiones, que mantendrá su denominación durante largas décadas hasta la creación de la Dirección General de Instituciones Penitenciarias en 1968.
Finalmente, el Real Decreto de 18 de mayo de 1903 zanjó terminantemente la influencia castrense, impulsando de forma definitiva la administración civil penitenciaria: «Queda terminantemente proscrito el sistema de organización militar prevenido en la Ordenanza de 1834, y que se practica todavía, desapareciendo, por lo tanto, la organización en brigadas y los toques de corneta para transmitir órdenes generales». Para 1907 las prisiones del norte de África ya habían sido cerradas y sus prisioneros trasladados a las cárceles civiles de la Península, destacando el Penal de El Dueso.
Durante la Dictadura de Primo de Rivera fue brevemente denominada como "Inspección General de Prisiones". Durante la Segunda República, en octubre de 1935 el organismo fue suprimido y sus funciones fueron asumidas por la Dirección General de Justicia; en su lugar se creó una Subdirección de Prisiones. Esta situación no duró mucho tiempo y en febrero de 1936 volvía a restaurarse la Dirección General de Prisiones.
Durante la guerra civil española la administración central de la Dirección General de Prisiones quedó en zona republicana, por lo que en la zona sublevada se creó una nueva institución: en 1938 se creó el Servicio Nacional de Prisiones, organismo que dependía del Ministerio de Justicia pero que estaba muy influido por los militares. Tras el final de la contienda, la Dictadura franquista recuperó la antigua denominación de Dirección General de Prisiones. Máximo Cuervo Radigales, director general de Prisiones entre 1938 y 1942, reorganizó los servicios carcelarios primero en la zona franquista y luego en todo el territorio nacional tras el final de la contienda. En ese contexto la administración carcelaria se encontró con el problema de una población reclusa muy numerosa, y con una grave escasez de personal, por lo que se convocaron nuevas plazas para excombatientes del bando franquista. A esto hay que sumar la depuración que sufrió el cuerpo de funcionarios de prisiones durante la dictadura.

### Instituciones Penitenciarias
Por decreto de 1968 la Dirección General de Prisiones pasó a denominarse Dirección General de Instituciones Penitenciarias. Esta denominación se mantuvo hasta bien entrada la democracia, si bien con ligeros cambios en su rango. Entre 1994 y 1996 se integró en el Ministerio de Justicia e Interior y dependió de la Secretaría de Estado de Asuntos Penitenciarios (anteriormente con rango de secretaría general), compartiendo espacio con la Dirección General de Administración Penitenciaria (que existía desde 1991).
Otro cambio importante se produjo en 1996, ya que ese año pasó a depender directamente del Ministerio del Interior y no de Justicia, como lo había hecho hasta entonces. Con esta reforma asumió las funciones de las extintas Secretaría de Estado de Asuntos Penitenciarios y Dirección General de Administración Penitenciaria.
Desde abril de 2008 un decreto gubernamental remodeló su estructura interna y la elevó al rango de secretaría general.

## Estructura
Dependen de la secretaría general los siguientes órganos:
- La Dirección General de Ejecución Penal y Reinserción Social.
- La Subdirección General de Relaciones Institucionales y Coordinación Territorial, a la que le corresponde la coordinación territorial con los distintos servicios periféricos y la promoción de proyectos de colaboración institucional; la coordinación y seguimiento de fórmulas de colaboración y cooperación institucional con organizaciones, entidades, instituciones y otros departamentos en materias de ejecución de penas; las relaciones institucionales y la coordinación con los órganos de las distintas Administraciones Públicas; la coordinación de las relaciones, comunicaciones e informes con el Defensor del Pueblo, las Cortes Generales y en materia de transparencia, así como la emisión de informes sobre anteproyectos y proyectos normativos; la coordinación de la actividad estadística, así como la organización y dirección de la biblioteca y el archivo histórico de la Secretaría General; y aquellas labores de apoyo y asistencia a la persona titular de la Secretaría General.
- La Subdirección General de Recursos Humanos, a la que le corresponde la ordenación general de los recursos humanos y la administración y gestión del personal que preste servicio en los centros y servicios de la Secretaría General; y la formación y perfeccionamiento del personal perteneciente a los Cuerpos Penitenciarios adscritos a la Secretaría General.
- La Subdirección General de Planificación y Gestión Económica, a la que le corresponden las tareas de ejecución presupuestaria, contratación pública, gestión patrimonial y mantenimiento de infraestructuras, y lo relacionado con las tecnologías de la información y la comunicación.
- La Subdirección General de Análisis e Inspección, encarga de la función de seguimiento y evaluación de los resultados de las actividades penitenciarias que conlleva la ejecución penal, así como la función inspectora sobre los servicios, organismos y centros de la Administración Penitenciaria, especialmente en lo que se refiere al personal, procedimientos, instalaciones y dotaciones, así como la tramitación de las informaciones reservadas y de los expedientes disciplinarios incoados a los funcionarios y personal laboral destinados en todas sus Unidades; la tramitación de los expedientes de responsabilidad patrimonial que afecten a la Administración Penitenciaria; y la atención y resolución de las quejas y reclamaciones de los internos relativos al funcionamiento y actuación de los servicios penitenciarios.

### Adscripciones
- La entidad de derecho público Trabajo Penitenciario y Formación para el Empleo (TPFE).